# Gunnar Gyllenram
Gunnar Torsten Fredrik Gyllenram, född den 1 januari 1931 i Karlskrona, är en svensk jurist.
Gyllenram avlade juris kandidatexamen vid Lunds universitet 1956 och genomförde tingstjänstgöring 1956–1958. Han blev fiskal i Göta hovrätt 1959, assessor 1966, revisionssekreterare 1968 och hyresråd i Göteborg 1969. Gyllenram var rådman i Oskarshamns tingsrätt 1971–1983, tillförordnad lagman i Möre och Ölands tingsrätt 1980–1981 och lagman i Kalmar tingsrätt 1983–1997. Han var även auditör på Cypern 1975, krigsråd och generaldirektörens ställföreträdare vid Försvarets civilförvaltning i Stockholm och Karlstad 1978–1980 samt auditör vid Sydkustens örlogsbas, Karlskrona kustartilleriregemente och Blekinge flygflottilj från 1988. Gyllenram blev styrelseordförande i stiftelsen Barometern 1986.